# 쓰가루 아키타카
쓰가루 아키타카(일본어: 津軽著高, つがる あきたか, 1724년 ~ 1778년 3월 26일)는 히로사키번의 분가 구로이시 쓰가루 가문의 5대 당주이다.
4대 당주 쓰가루 히사요와 3대 당주 쓰가루 마사타케의 딸 아야히메(綾姫) 사이에서 장남으로 태어났다. 1758년, 아버지의 뒤를 이어 당주가 되었고, 1778년 사망하였다. 가독은 장남인 야스치카가 이었다.
| 전임 쓰가루 히사요 | 제5대 구로이시 쓰가루가 당주 1758년 ~ 1778년 | 후임 쓰가루 야스치카 |